# Thomas Kunert
Thomas Kunert (* 11. September 1988 in Korneuburg) ist ein österreichischer Beachvolleyballspieler.

## Karriere
Beim Satellite-Turnier 2009 in Vaduz trat Kunert erstmals mit Tobias Koraimann an. 2010 war Helmut Moser sein Partner, bevor er 2011 wieder mit Koraimann spielte. In Prag nahm er an seinem ersten Open-Turnier der FIVB World Tour teil. 2012 bildete er ein neues Duo mit Lorenz Petutschnig. Kunert/Petutschnig spielten die Brasília und Mysłowice Open. In Rom absolvierten sie ihren ersten Grand Slam. Außerdem nahmen sie an den Grand Slams in Berlin, Klagenfurt und Stare Jabłonki teil. 2013 kamen sie als Neunte der Anapa Open erstmals in die Top Ten eines Turniers der World Tour. Auf der nationalen Tour gewannen sie in Rum und wurden Zweite in Graz. Bei der Europameisterschaft in Klagenfurt gewannen sie zwei ihrer drei Vorrundenspiele und zogen als Gruppendritte in die erste K.-o.-Runde ein. Dort besiegten sie die dreifachen Europameister Nummerdor/Schuil aus den Niederlanden, bevor sie sich im Achtelfinale den späteren Europameistern Gavira/Herrera geschlagen geben mussten. Unmittelbar nach der Heim-EM trennte sich das Duo.
Kunert spielt seitdem mit Christoph Dressler. Auf der World Tour 2013 und 2014 waren einige 17. Plätze die besten Ergebnisse für das neue Duo. Nur bei den Satellite-Turnieren der CEV kamen sie in die Top Ten. 2015 kamen Dressler/Kunert als Neunte in Rio de Janeiro erstmals in die Top Ten eines Open-Turniers auf der World Tour und wenig später folgte ein fünfter Platz in Puerto Vallarta. Anfang 2016 gab es weitere Top-Ten-Ergebnisse bei den Open-Turnieren in Kisch, Xiamen und Fuzhou. Bei der Europameisterschaft 2016 in Biel/Bienne kamen Dressler/Kunert als Gruppendritte in die erste K.-o.-Runde und mussten sich den Niederländern Nummerdor/Varenhorst im Tiebreak geschlagen geben. Beim Continental Cup in Stavanger gewannen sie gemeinsam mit Alexander Huber und Robin Seidl einen zusätzlichen Startplatz für Österreich bei den Olympischen Spielen, den Huber/Seidl dann einnahmen. Danach gab es u. a. noch einen fünften Rang beim CEV-Masters in Jūrmala.
2017 wurden Dressler/Kunert Fünfter und Neunter bei den Drei-Sterne-Turnieren der World Tour in Xiamen und Den Haag sowie ebenfalls Neunter beim CEV-Masters in Baden. Für die WM 2017 in Wien erhielten sie einen der beiden Startplätze der Gastgebernation. Nach einem dritten Platz in ihrer Vorrundengruppe schieden Dressler/Kunert in der Lucky-Loser-Runde gegen ihre Landsleute Seidl/Winter aus. 2018 startete Kunert zunächst zusammen mit Philipp Waller und später mit Peter Eglseer. Von 2019 bis 2020 war Daniel Müllner und 2021 Laurenc Grössig sein Partner. 2022 und 2023 war Clemens Doppler Kunerts Partner.